# Amsterdam

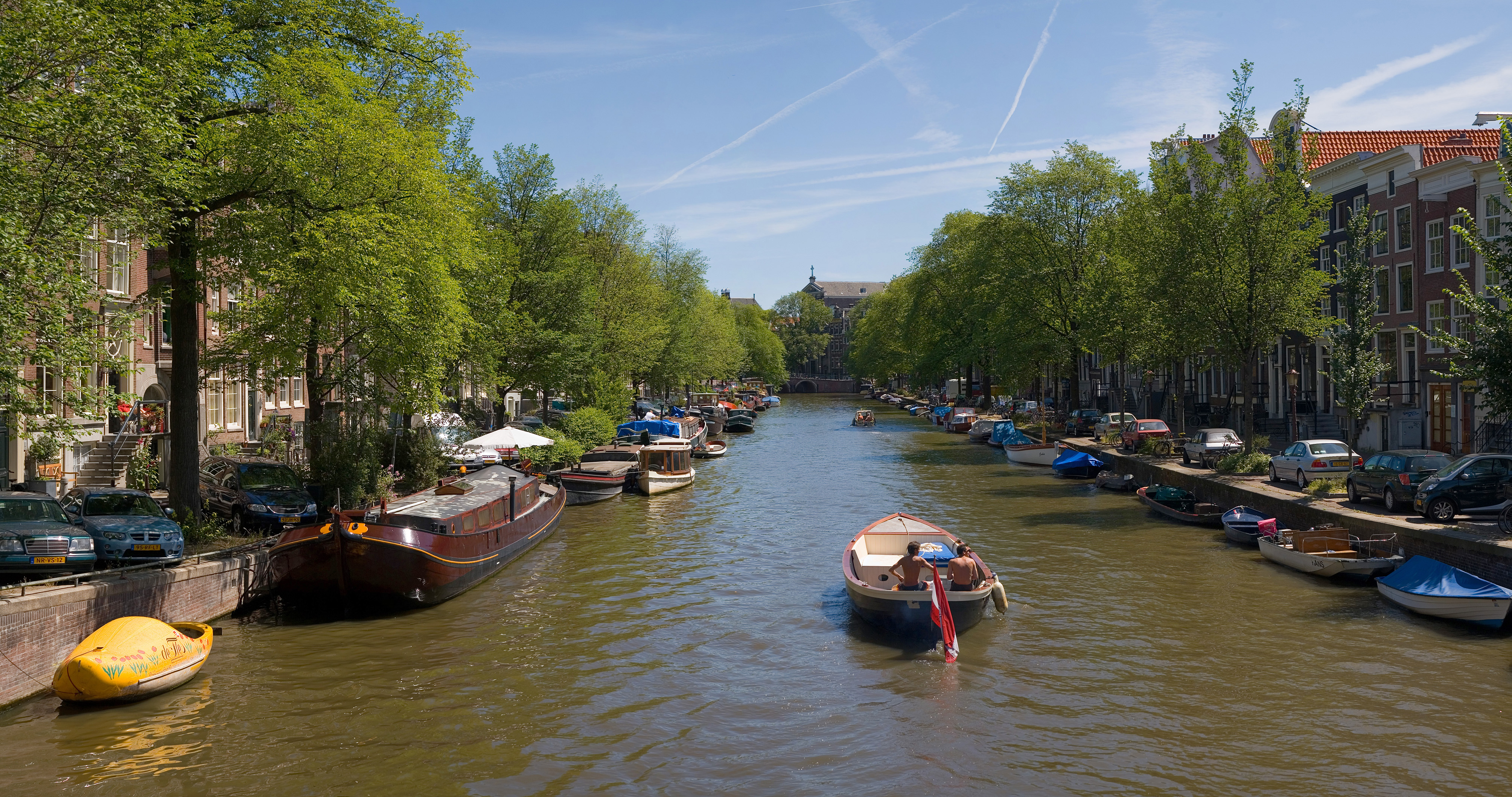
Kênh ở Amsterdam

Amsterdam (phiên âm tiếng Việt: Am-xtéc-đam; phát âm tiếng Hà Lan: [ˌɑmstərˈdɑm]) là thủ đô chính thức của Hà Lan, nằm trên các bờ vịnh IJmeer và sông Amstel. Thành phố được thành lập vào thế kỷ 12 từ một làng chài nhỏ bên bờ sông Amstel. Ngày nay, đây là thành phố lớn nhất Hà Lan, là trung tâm chính trị, kinh tế, Thành phố nằm ở tỉnh Noord-Holland ở phía tây của quốc gia này. Thành phố có dân số (bao gồm cả vùng ngoại ô) có 1.360.000 dân tại thời điểm ngày 01 tháng 1 năm 2008, bao gồm phần phía bắc của Randstad, là vùng đô thị lớn thứ 5 châu Âu, với dân số khoảng 6.700.000 người.
Tên của thành phố có nguồn gốc từ Amstellerdam, chỉ xuất xứ của thành phố: một đập trong sông Amstel. Là một khu vực định cư như của một làng chài nhỏ ở cuối thế kỷ 12, Amsterdam đã trở thành một trong những cảng quan trọng nhất trên thế giới trong thời kỳ hoàng kim của Hà Lan, một kết quả của sự phát triển sáng tạo của mình trong thương mại. Trong thời gian đó, thành phố là trung tâm tài chính và kim cương hàng đầu thế giới. Trong thế kỷ 19 và 20, thành phố mở rộng, và nhiều khu vực lân cận và các vùng ngoại ô mới được thành lập.  Các kênh đào thế kỷ 17 của Amsterdam và Tuyến phòng thủ thế kỷ 19–20 của Amsterdam nằm trong Danh sách Di sản Thế giới của UNESCO. Sloten, được sáp nhập vào năm 1921 bởi đô thị Amsterdam; là phần cổ nhất của thành phố, có niên đại từ thế kỷ thứ 9.
Các điểm tham quan chính của Amsterdam bao gồm các kênh lịch sử, Bảo tàng Rijksmuseum, Bảo tàng Van Gogh, Bảo tàng Stedelijk, Hermitage Amsterdam, Concertgebouw, Nhà Anne Frank, Bảo tàng Scheepvaartmuseum, Bảo tàng Amsterdam, Trải nghiệm Heineken, Cung điện Hoàng gia Amsterdam, Natura Artis Magistra, Hortus Botanicus Amsterdam, NEMO, khu đèn đỏ và nhiều quán cà phê. Nó đã thu hút hơn 5 triệu lượt khách quốc tế vào năm 2014. Thành phố cũng nổi tiếng với cuộc sống về đêm và hoạt động lễ hội; với một số câu lạc bộ đêm (Melkweg, Paradiso) nổi tiếng nhất thế giới. Chủ yếu được biết đến với di sản nghệ thuật, hệ thống kênh đào phức tạp và những ngôi nhà hẹp với mặt tiền có đầu hồi; Các di sản được bảo tồn tốt của Thời kỳ Hoàng kim thế kỷ 17 của thành phố. Những đặc điểm này được cho là nguyên nhân thu hút hàng triệu du khách của Amsterdam hàng năm. Đạp xe là chìa khóa tạo nên nét đặc trưng của thành phố, và có rất nhiều con đường dành cho xe đạp.
Thị trường chứng khoán Amsterdam được coi là sàn giao dịch chứng khoán "hiện đại" lâu đời nhất trên thế giới. Là thủ đô thương mại của Hà Lan và là một trong những trung tâm tài chính hàng đầu ở châu Âu, Amsterdam được nhóm nghiên cứu Toàn cầu hóa và Các thành phố Thế giới (GaWC) coi là một thành phố thế giới alpha. Thành phố cũng là thủ đô văn hóa của Hà Lan. Nhiều tổ chức lớn của Hà Lan có trụ sở chính tại thành phố, bao gồm: tập đoàn Philips, AkzoNobel, Booking.com, TomTom và ING. Nhiều công ty lớn nhất thế giới có trụ sở tại Amsterdam hoặc đã thành lập trụ sở châu Âu tại thành phố này, chẳng hạn như các công ty công nghệ hàng đầu Uber, Netflix và Tesla. Năm 2012, Amsterdam được Đơn vị tình báo kinh tế (EIU) xếp hạng là thành phố tốt thứ hai để sinh sống và thứ 12 trên toàn cầu về chất lượng sống cho môi trường và cơ sở hạ tầng bởi Mercer. Thành phố được xếp hạng thứ 4 trên toàn cầu với tư cách là trung tâm công nghệ hàng đầu trong báo cáo Savills Tech Cities 2019 (thứ 2 ở Châu Âu), và thứ 3 về đổi mới bởi cơ quan đổi mới của Úc 2thinknow trong Chỉ số các thành phố đổi mới của họ năm 2009. Cảng Amsterdam là cảng lớn thứ năm ở Châu Âu. Trung tâm KLM và sân bay chính của Amsterdam: Schiphol, là sân bay bận rộn nhất của Hà Lan cũng như bận rộn thứ ba ở châu Âu và sân bay bận rộn thứ 11 trên thế giới. Thủ đô Hà Lan được coi là một trong những thành phố đa văn hóa nhất trên thế giới, với ít nhất 177 quốc tịch đại diện.
Một số cư dân đáng chú ý của Amsterdam trong suốt lịch sử bao gồm: họa sĩ Rembrandt và Van Gogh, nữ sĩ Anne Frank, và nhà triết học Baruch Spinoza.

## Từ nguyên
Sau trận lụt năm 1170 và 1173, người dân địa phương gần sông Amstel đã xây dựng một cây cầu bắc qua sông, một con đập bắc qua nó và người dân nơi đây đặt tên cho ngôi làng là "Aemstelredamme". Việc sử dụng tên đó đã được ghi chép lại sớm nhất là trong một tài liệu ngày 27 tháng 10 năm 1275, trong đó có việc người dân trong làng được miễn trả phí qua cầu cho Bá tước Floris V. Điều này cho phép cư dân của làng Aemstelredamme có thể đi lại tự do qua vùng Holland mà không cần phải trả phí qua đường, cầu khóa và đập. Giấy chứng nhận đã mô tả cư dân là homine manentes apud Amestellingamme (người cư trú gần Amestellingamme). Đến năm 1327, tên đã phát triển thành Aemsterdam.

## Lịch sử

### Thành lập và thời kỳ Trung Cổ
Amsterdam trẻ hơn nhiều so với các thành phố Hà Lan như Nijmegen, Rotterdam và Utrecht. Vào tháng 10 năm 2008, nhà địa lý lịch sử Chris de Bont cho rằng vùng đất xung quanh Amsterdam sẽ được khai hoang sớm nhất là vào cuối thế kỷ 10. Điều này không nhất thiết có nghĩa là khi đó đã có một khu định cư, vì việc cải tạo đất có thể không phải để trồng trọt - nó có thể là than bùn, để sử dụng làm nhiên liệu.

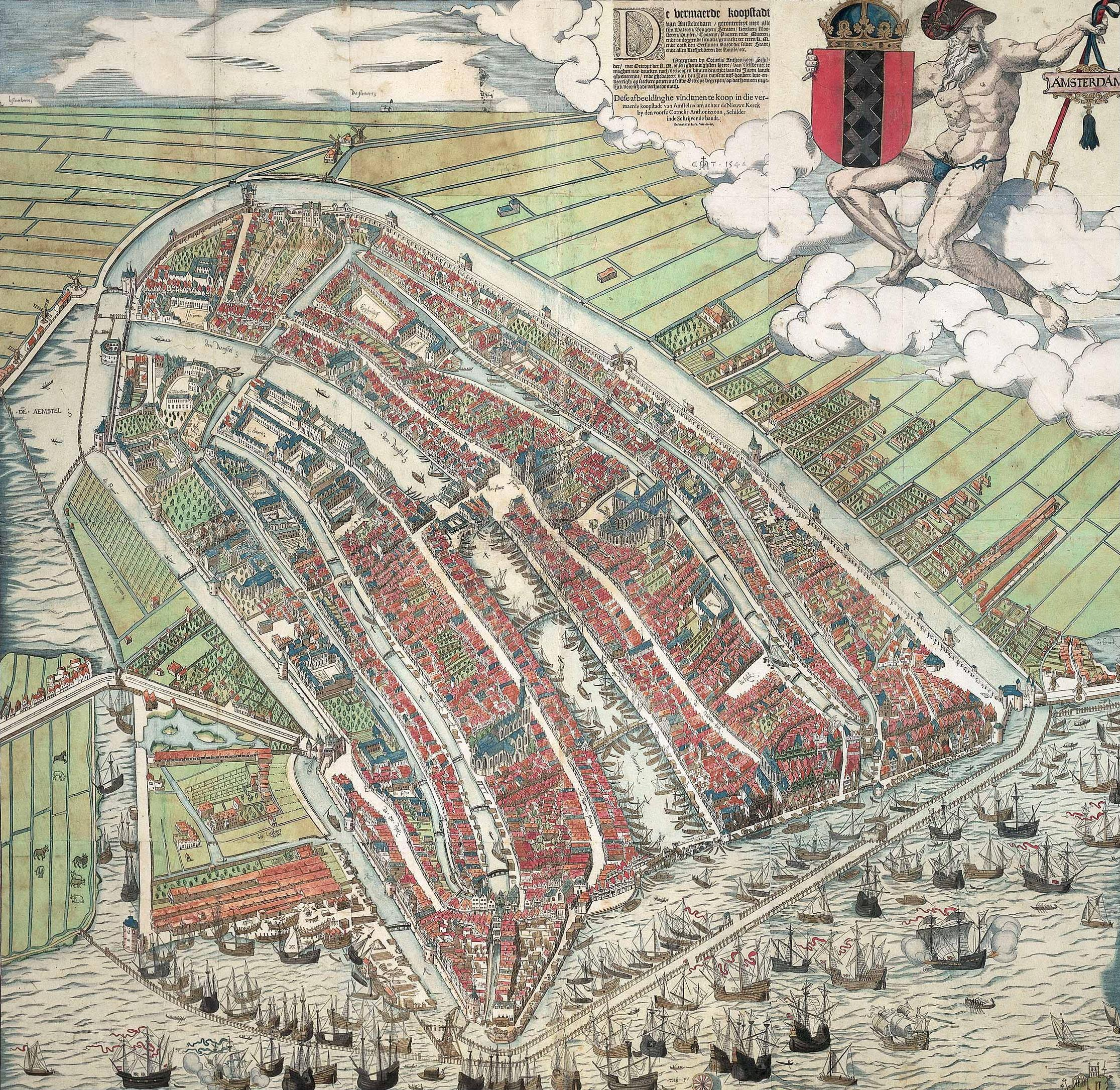
Tranh vẽ năm 1544 với thành phố Amsterdam vào năm 1538, lúc bấy giờ chưa đào con kênh Grachtengordel

Amsterdam được cấp quyền thành phố vào năm 1300 hoặc 1306. Từ thế kỷ 14 trở đi, Amsterdam phát triển mạnh mẽ, phần lớn là nhờ giao thương với Liên đoàn Hanseatic. Vào năm 1345, một phép lạ Thánh Thể được cho là ở Kalverstraat đã biến thành phố trở thành một địa điểm hành hương quan trọng cho đến khi tín ngưỡng Tin lành được chấp nhận. Sự sùng kính Phép màu đã đi vào lòng đất nhưng vẫn được duy trì. Vào thế kỷ 19, đặc biệt là sau Năm Thánh 1845, lòng sùng kính đã được hồi sinh và trở thành điểm tham chiếu quan trọng của quốc gia đối với người Công giáo Hà Lan. Stille Omgang —một cuộc đi bộ hoặc đám rước trong trang phục dân sự — là biểu hiện của cuộc hành hương ở Hà Lan theo đạo Tin lành kể từ cuối thế kỷ 19. Vào thời kỳ hoàng kim của Con đường im lặng, có tới 90.000 người hành hương đến Amsterdam. Trong thế kỷ 21, con số này đã giảm xuống còn khoảng 5000.

### Mâu thuẫn với Tây Ban Nha

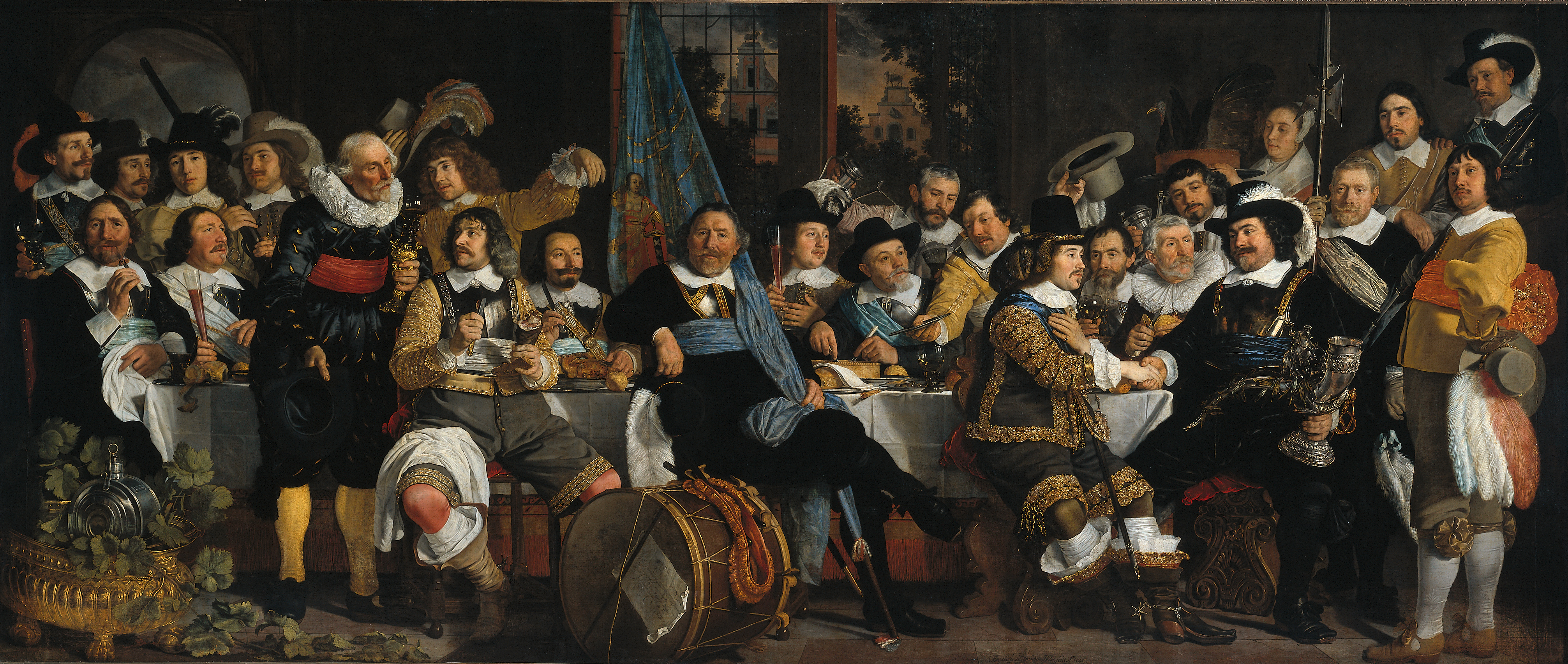
Công dân Amsterdam ăn mừng Hòa ước Münster, ngày 30 tháng 1 năm 1648. Tranh của Bartholomeus van der Helst

Vào thế kỷ 16, người Hà Lan nổi dậy chống lại Philip II của Tây Ban Nha và những người kế vị ông. Các lý do chính của cuộc nổi dậy là việc áp đặt các loại thuế mới, xu thứ mười, và cuộc đàn áp tôn giáo đối với những người theo đạo Tin lành bởi Tòa án Dị giáo mới được đưa ra. Cuộc nổi dậy leo thang thành Chiến tranh 80 năm, cuối cùng dẫn đến nền độc lập của Hà Lan. Được thúc đẩy mạnh mẽ bởi lãnh đạo Cuộc nổi dậy Hà Lan William the Silent, Cộng hòa Hà Lan được biết đến với sự khoan dung tôn giáo tương đối của mình. Người Do Thái từ bán đảo Iberia, người Huguenot từ Pháp, các thương gia thịnh vượng và thợ in từ vùng Flanders, và những người tị nạn kinh tế và tôn giáo từ các vùng do Tây Ban Nha kiểm soát của các Nước Thấp đã tìm thấy sự an toàn ở Amsterdam. Sự gia tăng của các máy in Flemish và sự khoan dung về trí tuệ của thành phố đã khiến Amsterdam trở thành trung tâm báo chí tự do của châu Âu.

Quảng trường Dam cuối thế kỷ 17, tranh của Gerrit Adriaenszoon Berckheyde.

### Trung tâm của thời kỳ hoàng kim Hà Lan

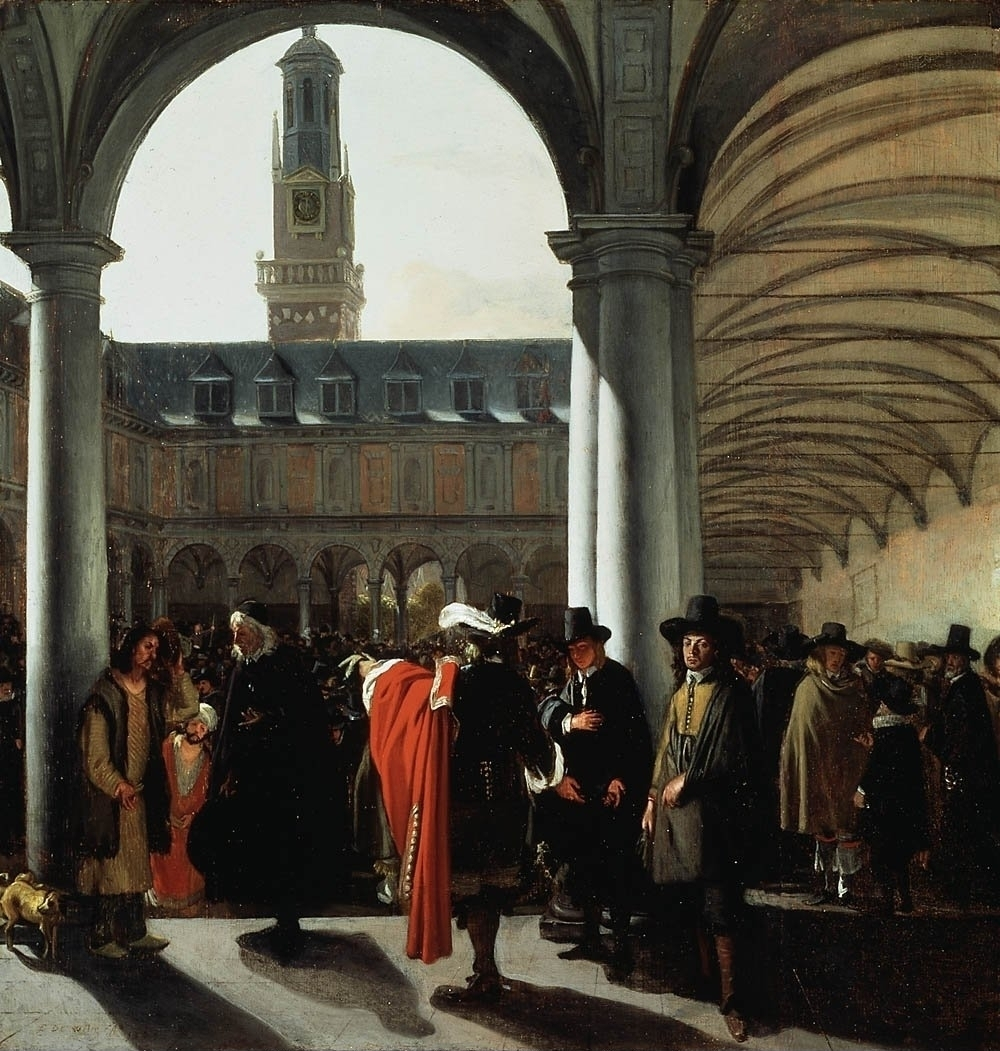
Sân của Sở giao dịch chứng khoán Amsterdam của Emanuel de Witte, 1653. Sở giao dịch chứng khoán Amsterdam là sàn giao dịch chứng khoán đầu tiên giới thiệu giao dịch liên tục vào đầu thế kỷ 17.

Thế kỷ 17 được coi là thời kỳ hoàng kim, trong thời gian này Amsterdam đã trở thành thành phố giàu có sung túc nhất trên thế giới. Tàu khởi hành từ Amsterdam đến biển Baltic, Bắc Mỹ., Và châu Phi, cũng như ngày nay là Indonesia, Ấn Độ, Sri Lanka, và Brazil, tạo thành cơ sở của một mạng lưới kinh doanh trên toàn thế giới. Các thương nhân của Amsterdam đã là các cổ đông lớn nhất trong cả hai Công ty Đông Ấn Hà Lan và Công ty Tây Ấn Hà Lan. Các công ty này mua lại tài sản ở nước ngoài mà sau này trở thành thuộc địa Hà Lan.
Amsterdam là điểm quan trọng nhất của châu Âu đối với việc vận chuyển hàng hóa và là trung tâm tài chính hàng đầu của thế giới phương Tây. Năm 1602, văn phòng Amsterdam của Công ty Đông Ấn Hà Lan giao dịch quốc tế trở thành sàn giao dịch chứng khoán đầu tiên trên thế giới bằng cách giao dịch cổ phiếu của chính mình. Ngân hàng Amsterdam bắt đầu hoạt động vào năm 1609, hoạt động như một ngân hàng dịch vụ đầy đủ cho các chủ ngân hàng thương gia Hà Lan và như một ngân hàng dự trữ.

### Thoái trào và hiện đại hóa
Sự thịnh vượng của Amsterdam suy giảm trong thế kỷ 18 và đầu thế kỷ 19. Các cuộc chiến tranh của Cộng hòa Hà Lan với Anh và Pháp đã ảnh hưởng đến Amsterdam. Trong các cuộc Chiến tranh Napoléon, tầm quan trọng của Amsterdam đạt đến điểm thấp nhất, với việc Hà Lan bị hấp thụ vào Đế chế Pháp. Tuy nhiên, sự thành lập sau đó của Vương quốc Hà Lan vào năm 1815 đã đánh dấu một bước ngoặt.
Cuối thế kỷ 19 đôi khi được gọi là Kỷ nguyên vàng thứ hai của Amsterdam. Các bảo tàng mới, một nhà ga, và Concertgebouw được xây dựng; đồng thời, cuộc Cách mạng Công nghiệp đã đến thành phố. Kênh Amsterdam-Rhine được đào để cho Amsterdam kết nối trực tiếp với sông Rhine và Kênh Biển Bắc được đào để giúp cảng có kết nối ngắn hơn với Biển Bắc. Cả hai dự án đều cải thiện đáng kể thương mại với phần còn lại của châu Âu và thế giới. Năm 1906, Joseph Conrad đã mô tả ngắn gọn về Amsterdam khi nhìn từ bên bờ biển, trong The Mirror of the Sea.

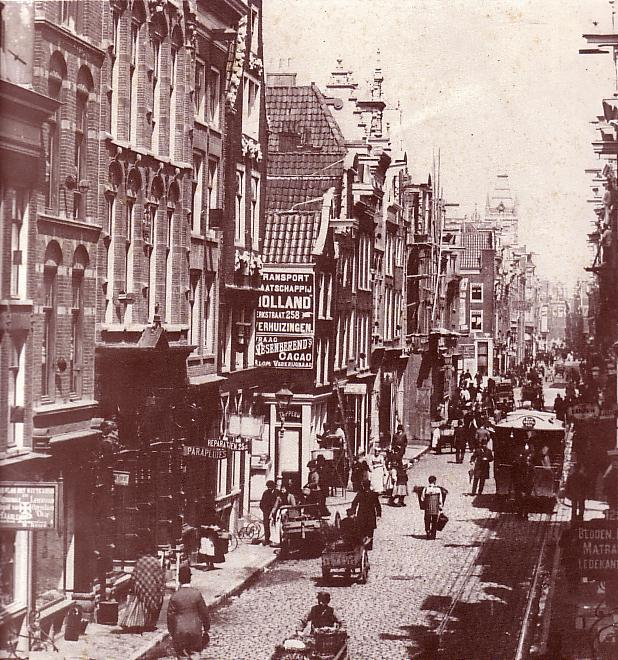
Quang cảnh Vijzelstraat nhìn về phía Muntplein, 1891

Amsterdam mất hơn 10% dân số của nó do bệnh dịch hạch giai đoạn các năm 1623-1625, và một lần nữa năm 1635-1636, 1655, và 1664. Tuy nhiên, dân số của Amsterdam tăng trong thế kỷ 17 (phần lớn thông qua nhập cư) từ 50.000 đến 200.000.
Vị thế thương nghiệp dồi dào của Amsterdam suy yếu vào thế kỷ 18 và sang đầu thế kỷ 19 phần vì thiệt hại chiến cuộc qua những trận giao tranh với các nước Anh và Pháp trong Chiến tranh Anh-Hà Lan và cuộc xâm lăng của Napoleon. Đó là thời điểm sa sút nhất của Amsterdam khi Hà Lan bị sáp nhập vào Đế quốc Pháp thứ nhất. Năm 1815 đánh dấu thời kỳ mới cho Amsterdam phụ thuộc Vương quốc Hà Lan thống nhất.

### Thế kỷ 20 - nay

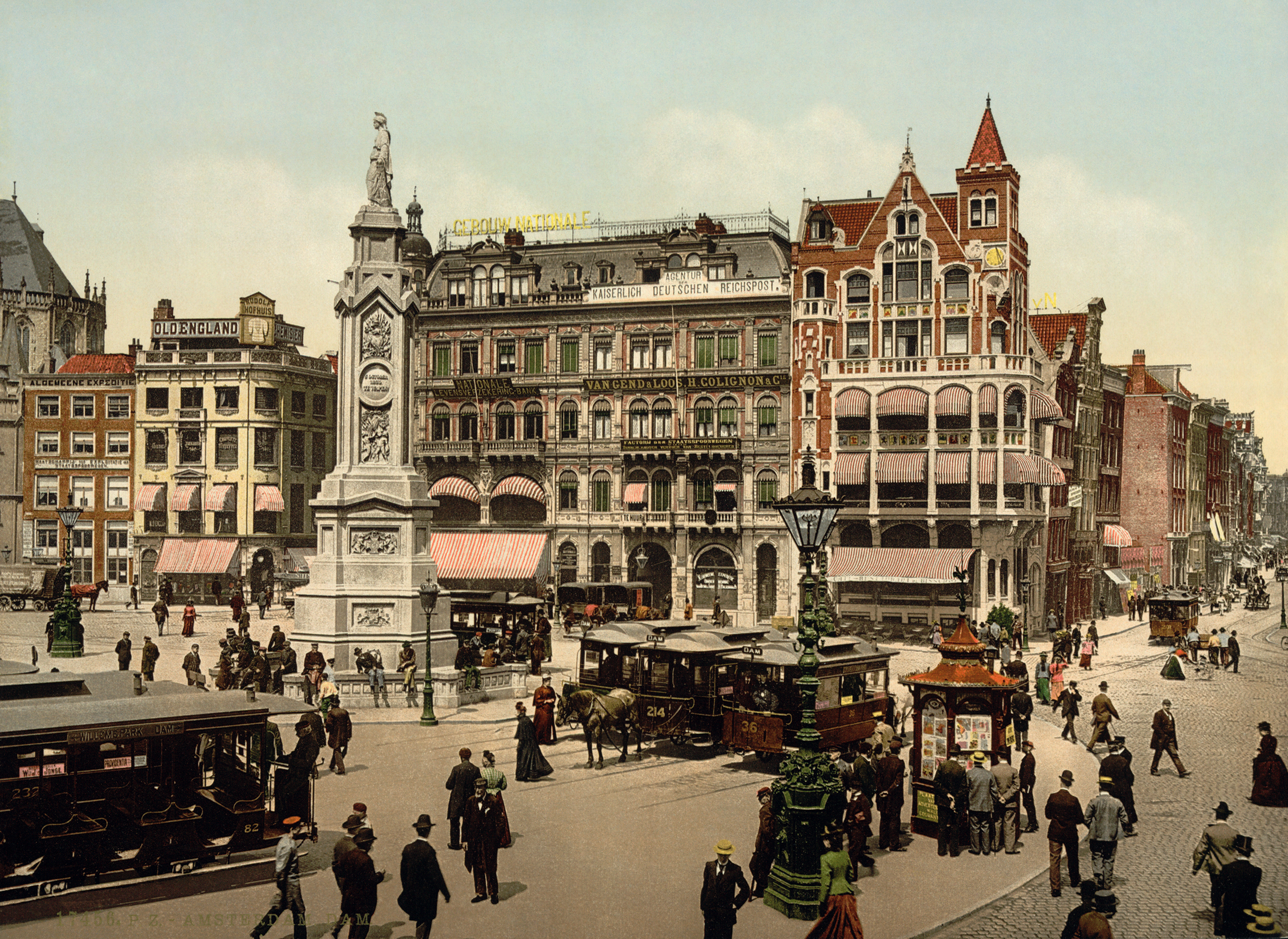
Photochrom của Quảng trường Dam ở Amsterdam vào đầu thế kỷ 20

Không lâu trước Chiến tranh thế giới thứ nhất, thành phố bắt đầu mở rộng trở lại, và các vùng ngoại ô mới được xây dựng. Mặc dù Hà Lan vẫn giữ thái độ trung lập trong cuộc chiến này, Amsterdam vẫn bị thiếu lương thực, và nhiên liệu sưởi ấm trở nên khan hiếm. Tình trạng thiếu hụt đã gây ra bạo loạn, trong đó một số người đã thiệt mạng. Những cuộc bạo loạn này được gọi là Aardappeloproer (Cuộc nổi dậy của người khoai tây). Mọi người bắt đầu cướp phá các cửa hàng và nhà kho để lấy nguồn cung cấp, chủ yếu là thực phẩm.
Vào ngày 1 tháng 1 năm 1921, sau trận lụt năm 1916, các thành phố tự trị đã cạn kiệt như Durgerdam, Holysloot, Zunderdorp và Schellingwoude, tất cả đều nằm ở phía bắc Amsterdam, theo yêu cầu riêng của họ, được sáp nhập vào thành phố. Giữa các cuộc chiến tranh, thành phố tiếp tục được mở rộng, đặc biệt là về phía tây của quận Jordaan trong Frederik Hendrikbuurt và các vùng lân cận.
Đức Quốc xã xâm lược Hà Lan vào ngày 10 tháng 5 năm 1940 và nắm quyền kiểm soát đất nước. Một số công dân Amsterdam đã che chở cho người Do Thái, do đó khiến bản thân và gia đình của họ có nguy cơ cao bị bỏ tù hoặc đưa đến các trại tập trung. Hơn 100.000 người Do Thái Hà Lan đã bị trục xuất đến các trại tập trung của Đức Quốc xã, trong đó có khoảng 60.000 người sống ở Amsterdam. Đáp lại, Đảng Cộng sản Hà Lan đã tổ chức cuộc đình công vào tháng Hai với sự tham dự của 300.000 người để phản đối các cuộc đột kích. Có lẽ người bị trục xuất nổi tiếng nhất là cô gái trẻ Do Thái Anne Frank, người đã chết trong trại tập trung Bergen-Belsen. Vào cuối Chiến tranh thế giới thứ hai, liên lạc với phần còn lại của đất nước bị phá vỡ, lương thực và nhiên liệu trở nên khan hiếm. Nhiều công dân đã đến vùng nông thôn để kiếm ăn. Chó, mèo, củ cải đường thô và củ hoa tulip — nấu thành bột giấy — đã được tiêu thụ để sống sót. Nhiều cây cối ở Amsterdam đã bị chặt để làm nhiên liệu, và gỗ được lấy từ các ngôi nhà, căn hộ và các tòa nhà khác của những người Do Thái bị trục xuất.

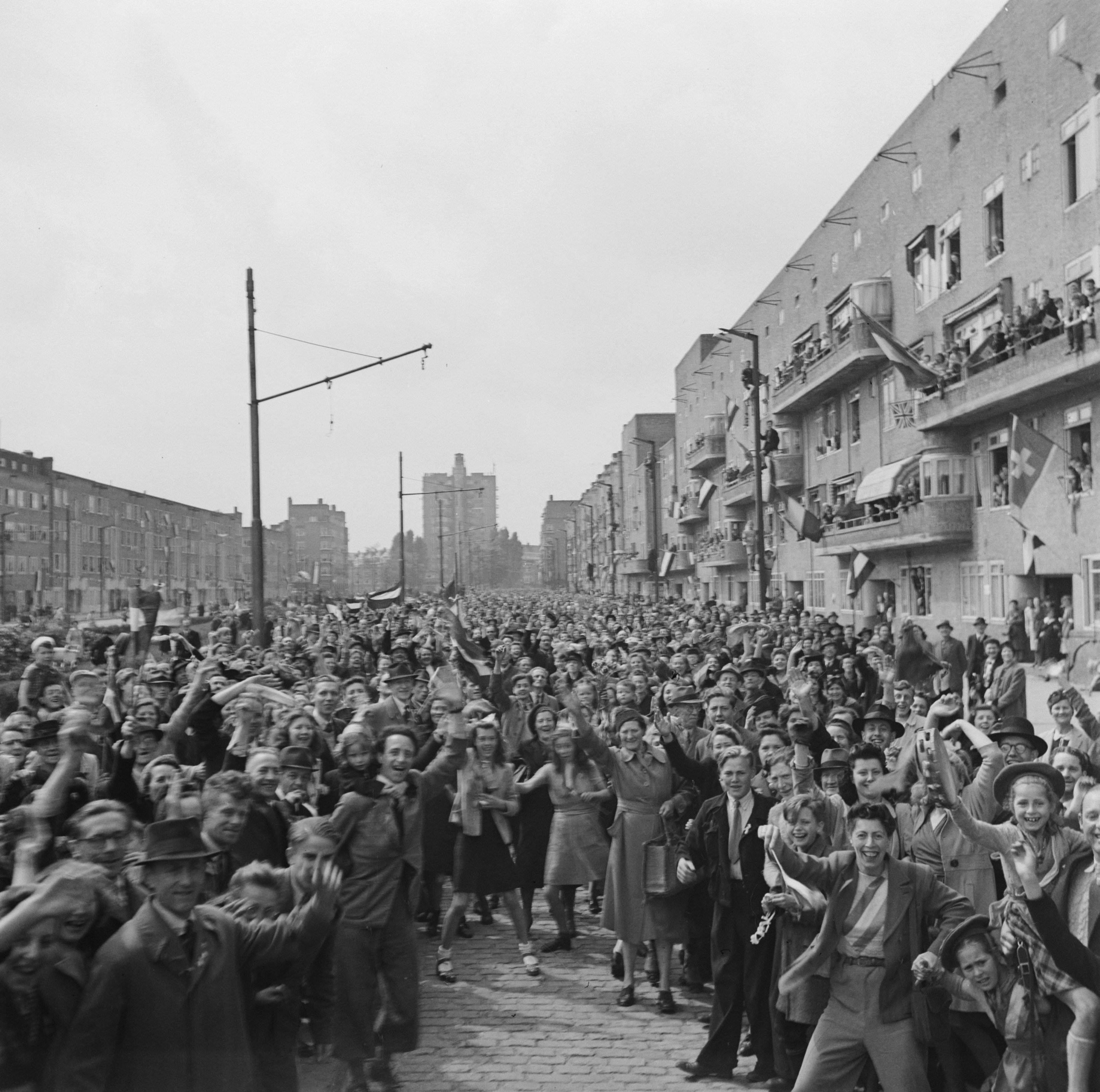
Mọi người ăn mừng giải phóng Hà Lan vào cuối Thế chiến II vào ngày 8 tháng 5 năm 1945

Nhiều vùng ngoại ô mới, chẳng hạn như Osdorp, Slotervaart, Slotermeer và Geuzenveld, được xây dựng trong những năm sau Chiến tranh thế giới thứ hai. Những vùng ngoại ô này có nhiều công viên công cộng và không gian rộng mở, và các tòa nhà mới đã cải thiện điều kiện nhà ở với các phòng, khu vườn và ban công lớn hơn và sáng hơn. Vì chiến tranh và các sự kiện khác của thế kỷ 20, gần như toàn bộ trung tâm thành phố đã rơi vào cảnh hoang tàn. Khi xã hội đang thay đổi,    chính trị gia và những nhân vật có ảnh hưởng khác đã lên kế hoạch thiết kế lại các phần lớn của nó. Nhu cầu ngày càng tăng đối với các tòa nhà văn phòng và cả những con đường mới, khi hầu hết mọi người đều có thể sử dụng ô tô. Một tàu điện ngầm bắt đầu hoạt động vào năm 1977 giữa vùng ngoại ô mới của Bijlmermeer trong vùng Zuidoost (đông nam) của thành phố và trung tâm Amsterdam. Các kế hoạch tiếp theo là xây dựng một đường cao tốc mới phía trên tàu điện ngầm để kết nối Amsterdam Centraal và trung tâm thành phố với các khu vực khác của thành phố.
Việc phá dỡ quy mô lớn được yêu cầu bắt đầu ở khu phố Do Thái trước đây của Amsterdam. Các đường phố nhỏ hơn, chẳng hạn như Jodenbreestraat và Weesperstraat, được mở rộng và hầu như tất cả các ngôi nhà và tòa nhà đã bị phá bỏ. Ở đỉnh điểm của cuộc phá hủy, Nieuwmarktrellen (Cuộc nổi loạn Nieuwmarkt) nổ ra; những người nổi loạn bày tỏ sự giận dữ của họ về sự phá hủy do tái cấu trúc thành phố.
Kết quả là, việc phá dỡ bị dừng lại và đường cao tốc vào trung tâm thành phố không bao giờ được xây dựng hoàn chỉnh; chỉ có tàu điện ngầm được hoàn thành. Chỉ một số đường phố vẫn được mở rộng. Tòa thị chính mới được xây dựng trên Waterlooplein gần như bị phá hủy hoàn toàn. Trong khi đó, các tổ chức tư nhân lớn, chẳng hạn như Stadsherstel Amsterdam, được thành lập để khôi phục toàn bộ trung tâm thành phố. Mặc dù ngày nay, thành công của cuộc đấu tranh này có thể nhìn thấy được, nhưng những nỗ lực để khôi phục thêm vẫn đang tiếp tục. Toàn bộ trung tâm thành phố đã khôi phục lại vẻ đẹp lộng lẫy trước đây và nói chung, giờ đây là một khu vực được bảo vệ. Nhiều tòa nhà của nó đã trở thành di tích, vào tháng 7 năm 2010, Grachtengordel (ba kênh đào đồng tâm: Herengracht, Keizersgracht và Prinsengracht) đã được thêm vào Danh sách Di sản Thế giới của UNESCO.

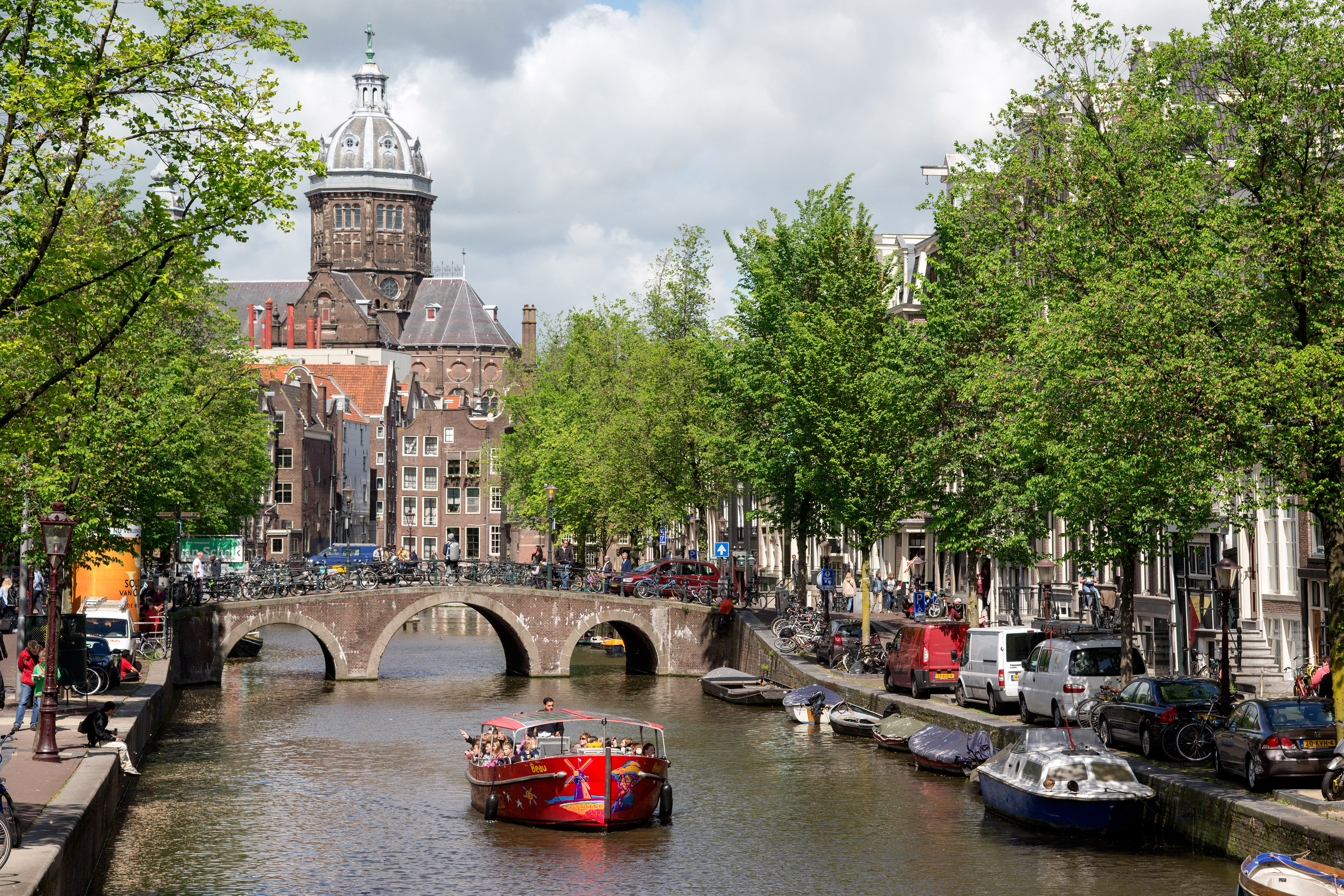
Các kênh đào thế kỷ 17 của Amsterdam đã được liệt kê là Di sản Thế giới của UNESCO vào năm 2010, góp phần đưa Amsterdam nổi tiếng là " Venice của phương Bắc ". Cùng với De Wallen, các kênh đào là tâm điểm thu hút khách du lịch của thành phố.

Trong những năm đầu của thế kỷ 21, trung tâm thành phố Amsterdam đã thu hút một lượng lớn khách du lịch: từ năm 2012 đến 2015, số lượng du khách hàng năm tăng từ 10 lên 17 triệu. Giá bất động sản tăng cao và các cửa hàng địa phương đang nhường chỗ cho những cửa hàng hướng đến khách du lịch, khiến trung tâm không có khả năng chi trả cho người dân thành phố. Những phát triển này đã gợi lên sự so sánh với Venice, một thành phố được cho là bị quá tải bởi dòng khách du lịch.
Việc xây dựng một tuyến tàu điện ngầm nối một phần của thành phố phía bắc sông (hoặc hồ) IJ với trung tâm được bắt đầu vào năm 2003. Dự án đã gây tranh cãi vì chi phí của nó đã vượt quá ngân sách hệ số ba vào năm 2008, vì lo ngại thiệt hại cho các tòa nhà ở trung tâm, và vì việc xây dựng phải tạm dừng và khởi động lại nhiều lần. Tuyến tàu điện ngầm được hoàn thành vào năm 2018.
Kể từ năm 2014, trọng tâm đổi mới đã được dành cho việc tái tạo và đổi mới đô thị, đặc biệt là ở những khu vực giáp ranh trực tiếp với trung tâm thành phố, chẳng hạn như Frederik Hendrikbuurt. Việc đổi mới đô thị và mở rộng trung tâm truyền thống của thành phố — với việc xây dựng trên các đảo nhân tạo của khu vực lân cận phía đông IJburg mới — là một phần của sáng kiến Tầm nhìn Cấu trúc Amsterdam 2040.

## Địa lý

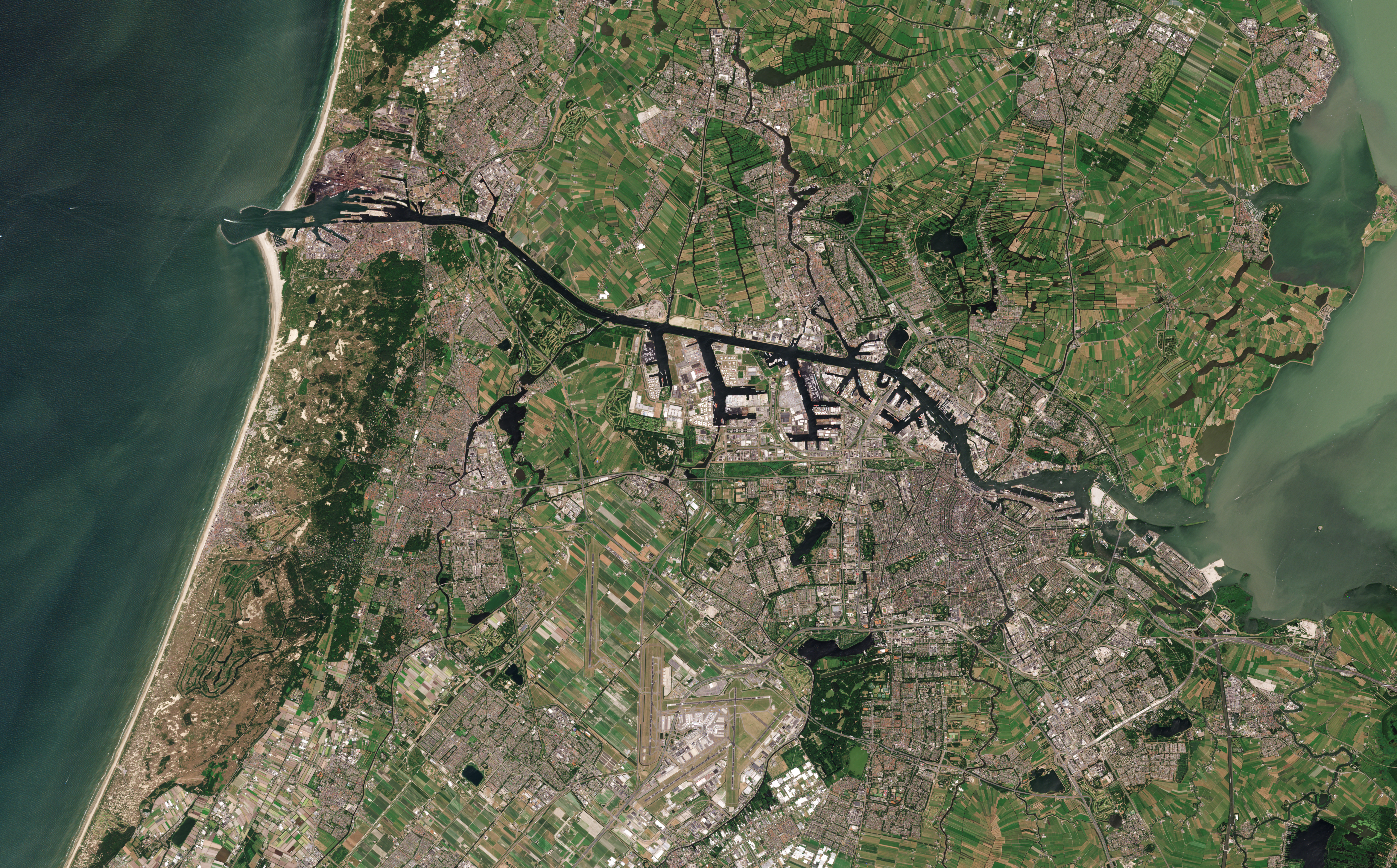
Hình ảnh vệ tinh của Amsterdam và Kênh Biển Bắc

Amsterdam nằm ở phía Tây Hà Lan, thuộc tỉnh Bắc Hà Lan, có thủ đô không phải là Amsterdam, mà là Haarlem. Sông Amstel kết thúc ở trung tâm thành phố và kết nối với một số lượng lớn các kênh đào cuối cùng kết thúc trong IJ. Amsterdam thấp hơn mực nước biển khoảng 2 mét (6,6 foot). Vùng đất xung quanh bằng phẳng vì nó được hình thành từ các lớp sơn lớn. Một khu rừng nhân tạo, Amsterdamse Bos, nằm ở phía tây nam. Amsterdam được kết nối với Biển Bắc thông qua Kênh đào Biển Bắc khá dài.
Amsterdam được đô thị hóa mạnh mẽ, vùng đô thị Amsterdam bao quanh thành phố cũng vậy. Bao gồm 219,4 kilômét vuông (84,7 dặm vuông Anh) đất, thành phố thích hợp có 4.457 người trên mỗi km 2 và 2.275 nhà mỗi km 2.  Các công viên và khu bảo tồn thiên nhiên chiếm 12% diện tích đất của Amsterdam.

## Khí hậu
| Dữ liệu khí hậu của Amsterdam (trung bình vào 1981–2010) | Dữ liệu khí hậu của Amsterdam (trung bình vào 1981–2010) | Dữ liệu khí hậu của Amsterdam (trung bình vào 1981–2010) | Dữ liệu khí hậu của Amsterdam (trung bình vào 1981–2010) | Dữ liệu khí hậu của Amsterdam (trung bình vào 1981–2010) | Dữ liệu khí hậu của Amsterdam (trung bình vào 1981–2010) | Dữ liệu khí hậu của Amsterdam (trung bình vào 1981–2010) | Dữ liệu khí hậu của Amsterdam (trung bình vào 1981–2010) | Dữ liệu khí hậu của Amsterdam (trung bình vào 1981–2010) | Dữ liệu khí hậu của Amsterdam (trung bình vào 1981–2010) | Dữ liệu khí hậu của Amsterdam (trung bình vào 1981–2010) | Dữ liệu khí hậu của Amsterdam (trung bình vào 1981–2010) | Dữ liệu khí hậu của Amsterdam (trung bình vào 1981–2010) | Dữ liệu khí hậu của Amsterdam (trung bình vào 1981–2010) |
| Tháng                                                    | 1                                                        | 2                                                        | 3                                                        | 4                                                        | 5                                                        | 6                                                        | 7                                                        | 8                                                        | 9                                                        | 10                                                       | 11                                                       | 12                                                       | Năm                                                      |
| -------------------------------------------------------- | -------------------------------------------------------- | -------------------------------------------------------- | -------------------------------------------------------- | -------------------------------------------------------- | -------------------------------------------------------- | -------------------------------------------------------- | -------------------------------------------------------- | -------------------------------------------------------- | -------------------------------------------------------- | -------------------------------------------------------- | -------------------------------------------------------- | -------------------------------------------------------- | -------------------------------------------------------- |
| Trung bình ngày tối đa °C (°F)                           | 5.8 (42.4)                                               | 6.3 (43.3)                                               | 9.6 (49.3)                                               | 13.5 (56.3)                                              | 17.4 (63.3)                                              | 19.7 (67.5)                                              | 22.0 (71.6)                                              | 22.1 (71.8)                                              | 18.8 (65.8)                                              | 14.5 (58.1)                                              | 9.7 (49.5)                                               | 6.4 (43.5)                                               | 13.8 (56.8)                                              |
| Trung bình ngày °C (°F)                                  | 3.4 (38.1)                                               | 3.5 (38.3)                                               | 6.1 (43.0)                                               | 9.1 (48.4)                                               | 12.9 (55.2)                                              | 15.4 (59.7)                                              | 17.6 (63.7)                                              | 17.5 (63.5)                                              | 14.7 (58.5)                                              | 11.0 (51.8)                                              | 7.1 (44.8)                                               | 4.0 (39.2)                                               | 10.2 (50.4)                                              |
| Tối thiểu trung bình ngày °C (°F)                        | 0.8 (33.4)                                               | 0.5 (32.9)                                               | 2.6 (36.7)                                               | 4.6 (40.3)                                               | 8.2 (46.8)                                               | 10.8 (51.4)                                              | 13.0 (55.4)                                              | 12.8 (55.0)                                              | 10.6 (51.1)                                              | 7.5 (45.5)                                               | 4.2 (39.6)                                               | 1.5 (34.7)                                               | 6.4 (43.5)                                               |
| Lượng Giáng thủy trung bình mm (inches)                  | 66.6 (2.62)                                              | 50.6 (1.99)                                              | 60.6 (2.39)                                              | 40.9 (1.61)                                              | 55.6 (2.19)                                              | 66.0 (2.60)                                              | 76.5 (3.01)                                              | 85.9 (3.38)                                              | 82.4 (3.24)                                              | 89.6 (3.53)                                              | 87.2 (3.43)                                              | 76.3 (3.00)                                              | 838.2 (33.00)                                            |
| Số ngày giáng thủy trung bình (≥ 0.1 mm)                 | 18                                                       | 15                                                       | 16                                                       | 13                                                       | 13                                                       | 14                                                       | 14                                                       | 14                                                       | 16                                                       | 17                                                       | 19                                                       | 18                                                       | 187                                                      |
| Số ngày tuyết rơi trung bình                             | 6                                                        | 6                                                        | 4                                                        | 2                                                        | 0                                                        | 0                                                        | 0                                                        | 0                                                        | 0                                                        | 0                                                        | 3                                                        | 5                                                        | 26                                                       |
| Độ ẩm tương đối trung bình (%)                           | 88                                                       | 86                                                       | 83                                                       | 78                                                       | 76                                                       | 78                                                       | 79                                                       | 80                                                       | 83                                                       | 86                                                       | 89                                                       | 90                                                       | 83                                                       |
| Số giờ nắng trung bình tháng                             | 63.2                                                     | 87.5                                                     | 126.3                                                    | 182.7                                                    | 221.9                                                    | 205.7                                                    | 217.0                                                    | 197.0                                                    | 139.4                                                    | 109.1                                                    | 61.7                                                     | 50.5                                                     | 1.662                                                    |
| Phần trăm nắng có thể                                    | 25                                                       | 31                                                       | 34                                                       | 44                                                       | 45                                                       | 41                                                       | 43                                                       | 43                                                       | 37                                                       | 33                                                       | 23                                                       | 21                                                       | 37                                                       |
| Nguồn: Royal Netherlands Meteorological Institute        |                                                          |                                                          |                                                          |                                                          |                                                          |                                                          |                                                          |                                                          |                                                          |                                                          |                                                          |                                                          |                                                          |